# Stazione di Altavilla Irpina
Stazione di Altavilla Irpina vasútállomás Olaszországban, Campania régióban, Altavilla Irpina településen.

## Vasútvonalak
Az állomást az alábbi vasútvonalak érintik:
- Cancello–Benevento railway

## Kapcsolódó állomások
A vasútállomáshoz az alábbi állomások vannak a legközelebb: 
- Stazione di Chianche-Ceppaloni
- Stazione di Tufo